# William Lloyd Garrison

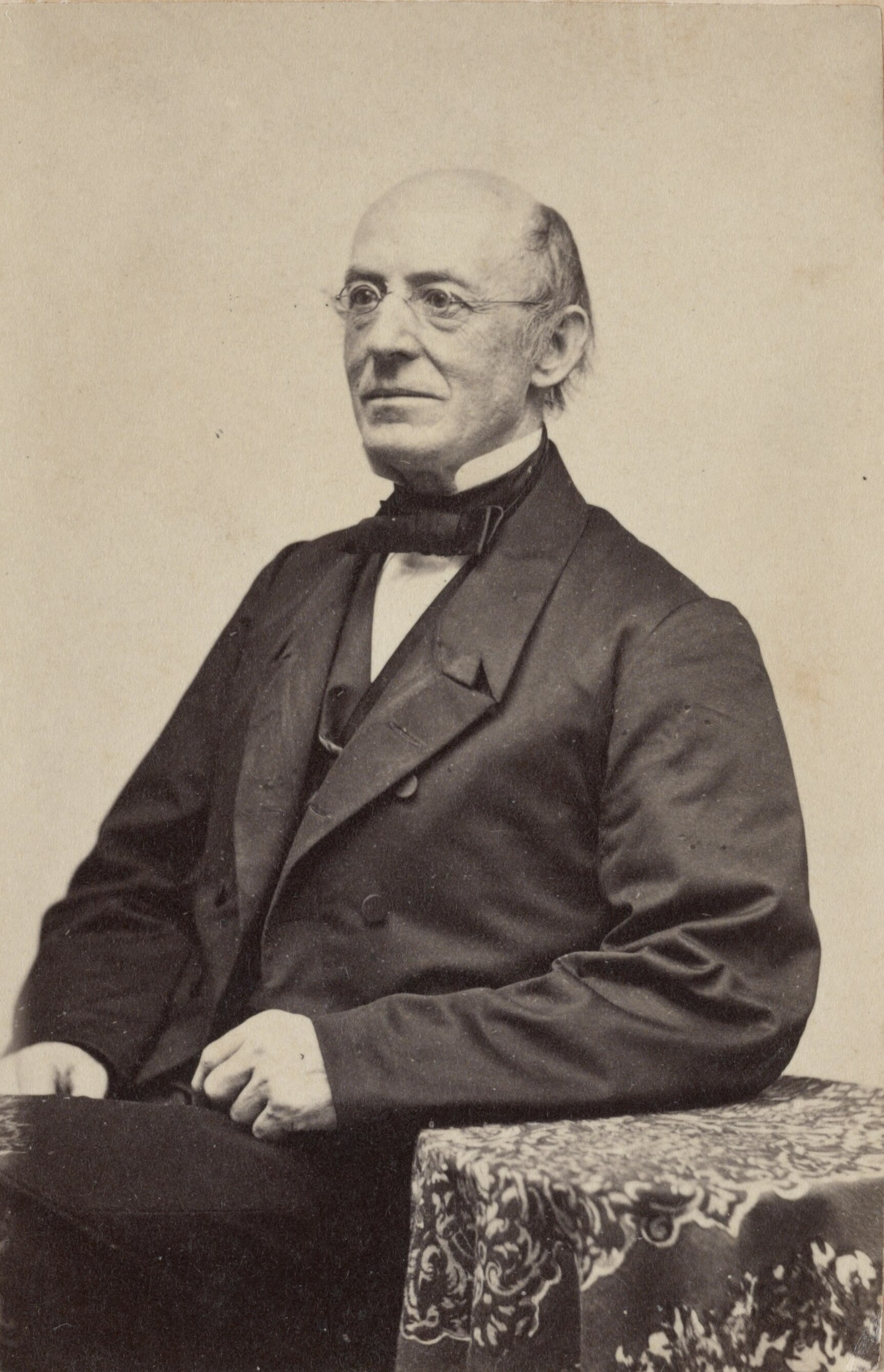
William Lloyd Garrison
(1870), Library of Congress

William Lloyd Garrison (Newburyport, 12 december 1805 – New York, 24 mei 1879) was een Amerikaans journalist en dagbladuitgever, die met de pen streed voor de afschaffing van slavernij.
In de jaren tussen 1820 en 1830 nam de campagne tegen de slavernij in heftigheid toe, aangezien de democratische idealen, die in deze tijd veld wonnen, in overeenstemming met dit streven waren en men steeds meer belangstelling kreeg voor het maatschappelijk leven en het uit de weg ruimen van bepaalde misstanden.
Onder degenen in de Verenigde Staten die op afschaffing van de slavernij aandrongen, waren velen die tot geen enkel compromis bereid waren en zich niets gelegen lieten liggen aan alle constitutionele en wettelijke bepalingen krachtens welke het houden van slaven in bepaalde streken wel degelijk was toegestaan. Zij eisten dat aan de slavernij onverwijld een eind gemaakt zou worden. Deze extremisten vonden in William Lloyd Garrison, een jongeman uit Massachusetts, een buitengewoon bekwaam leider die moed en fanatisme koppelde aan de gaven van een handig volksmenner. 
Op 1 januari 1831 verscheen het eerste nummer van een door hem geredigeerd dagblad "The Liberator" (De Bevrijder) genaamd, waarin een mededeling van de volgende inhoud stond: "Ik zal met man en macht streven naar de onmiddellijke vrijlating van alle slaven in de Verenigde Staten ... mijn denkbeelden, redevoeringen en artikelen over dit onderwerp wens ik niet te matigen ... ik vat de zaak ernstig op - ik zal er niet omheen draaien - ik zal niemand ontzien en ik zal niet terugkrabbelen, -en ik zal gehoord worden."
Garrison's optreden bracht tal van inwoners van het Noorden tot het besef dat het houden van slaven uit den boze was en dat zij de slavernij ten onrechte als een onvermijdelijk iets waren gaan beschouwen. Garrison wees de lezers van zijn blad op allerlei afschuwelijke voorvallen en trok fel van leer tegen de slavenhouders en allen die het voor hen opnamen omdat zij in zijn ogen beulen en mensenhandelaren waren. Hij bestreed dat de eigenaars van de slaven zekere rechten over hen hadden en was evenmin bereid met een compromis genoegen te nemen of uitstel te duiden. De meer gematigden in het Noorden steunden zijn actie niet, omdat hij zich niets van de bestaande wetten aantrok. Zij waren van oordeel dat men langs legale weg en met vreedzame middelen langzamerhand in de bestaande toestand verandering moest zien te brengen.